# Rudy Pankow (actor)
Rudeth Pankow (Ketchikan, Alaska, 12 de agosto de 1998) es un actor de cine y televisión estadounidense. Se dio a conocer internacionalmente por su papel de JJ Maybank en la serie de Netflix, Outer Banks. También ha destacado por sus actuaciones en películas como Accidental Texan, The Crusades y Space Waves, donde ha demostrado su versatilidad actoral. 

## Biografía
Pankow nació y creció en Ketchikan, Alaska. Comenzó su interés por la actuación y la producción en algún momento de la escuela media a través de Internet. Asistió a Ketchikan High School donde jugó al fútbol y participó en eventos de campo a través. Pankow originalmente consideró ir a la escuela culinaria, pero optó por convertirse en actor y se unió a un lote de 2016-2017 en un instituto de actuación.  
Después de eso, Pankow se matriculó en Michael Woolson Studios para mejorar sus habilidades interpretativas. Tras completar el curso de interpretación, empezó a actuar en teatro para adquirir más experiencia. Durante su etapa en el teatro, interpretó papeles en El Cascanueces, Mary Poppins y Oliver Twist.

## Vida personal
Pankow mantiene una relación sentimental con Elaine Siemek desde 2020. 

## Carrera
En 2020, Pankow comenzó con el papel de JJ Maybank en la serie de misterio y drama adolescente de Netflix llamada Outer Banks. La serie se encuentra en una comunidad en Bancos Externos, Carolina del Norte, y sigue el conflicto entre dos grupos de adolescentes que buscan un tesoro perdido. La serie ha sido un éxito internacional para Netflix. En marzo de 2023, la revista Forbes declaró que las tres temporadas habían estado en el top 10 semanal de Netflix. La tercera temporada atrajo 99 millones de horas de visualización, mientras que la primera y segunda atrajeron a 27,7 y 34 millones de horas respectivamente, según información de Netflix.
Él ha aparecido también en numerosas portadas de revistas de moda, como Tings, Icon, Vesatil y Behind the Blinds.